# 国際連合安全保障理事会決議2270
国際連合安全保障理事会決議2270（こくさいれんごうあんぜんほしょうりじかいけつぎ2270、英: United Nations Security Council Resolution 2270）は、2016年3月2日に国際連合安全保障理事会で採択された朝鮮民主主義人民共和国（北朝鮮）に関する決議。略称はUNSCR2270。

## 概要
国際連合安全保障理事会決議2270は、2016年1月6日の北朝鮮による4回目の核実験と2月7日の弾道ミサイル発射に対する決議で、2006年10月の1回目の核実験の際に採択された決議1718、2009年5月の2回目の核実験の際に採択された決議1874、2013年2月の3回目の核実験の際に採択された決議2094に引き続き、国連憲章第7章に基づく制裁行動として具体的に経済制裁に関する行動を定める第41条が言及された。

## 主な内容
- 禁輸対象品目の追加指定
  - 全ての武器及び関連物資（小型武器及びその関連物資も含む）を追加[注釈 1][注釈 2][1]。
  - 北朝鮮軍の運用に利用される、他の加盟国の軍を支援・強化する輸出に直接貢献すると国が決定した物資（食料及び医薬品を除く）[注釈 3][2]
  - 輸出禁止対象となる奢侈品の追加（各国がこれ以外の奢侈品の輸出禁止措置を制限するものではない）[3]
    - 高級時計
    - 乗り物
      - 水中娯楽用の乗り物（個人用水上バイク等）
      - スノーモービル（2000ドル超の価値があるもの）

    - 鉛クリスタルガラス品目
    - 娯楽用スポーツ用品

  - 核・弾道ミサイル計画、その他の大量破壊兵器計画、その他決議により課された措置の回避に貢献し得ると国が認めた場合はあらゆる品目への適用を許容。
- 人に対する制裁
  - 入国禁止措置を16人追加指定。[4]
  - 国外追放、北朝鮮へ送還対象を制裁回避や決議違反の行動を行った外交官等北朝鮮政府の立場で行動する北朝鮮人にも拡大[注釈 4][5]。
  - 制裁回避や決議違反の行動を行った外国人の国外追放、国籍国への送還[注釈 4][6]。
  - 加盟国に対して自国領内または自国民による北朝鮮人に対する核開発及び核兵器運搬システムに寄与し得る専門教育又は訓練の防止措置の義務付け[7]。
- 貨物に対する制裁
  - 北朝鮮への輸出入される貨物、北朝鮮の個人・団体[注釈 5]による仲介、促進される貨物、北朝鮮籍の航空機若しくは海洋船舶で輸送される貨物の検査の義務付け[8]。
- 運輸に対する制裁
  - 加盟国に対して北朝鮮への船舶・航空機のリース・チャーター、乗員サービスの提供を禁止[注釈 6][9]。
  - 加盟国に対して北朝鮮が所有、運航、船員を提供する船舶の登録解除の要請[注釈 6][9]。
  - 上記により他の加盟国により登録を解除された船舶の登録拒否を要請[9]。
  - 加盟国が自国の個人・団体が北朝鮮で船舶を登録、船舶が北朝鮮籍を使用することの許可を取得、北朝鮮籍の船舶の所有、リース、運航、船舶分類、認証若しくは関連サービスの提供を行うこと、保険をかけることを禁止することを義務付け[注釈 7][10]。
  - 航空機が決議により禁止されている貨物を積載していると信じる合理的理由がある場合の自国領域への離着陸、上空通過を許可しないことの義務付け[注釈 8][11]。
  - 制裁対象の個人・団体によって直接的または間接的に所有または管理されている、決議により禁止されている貨物を積載している船舶の入港禁止の義務付け[注釈 9][12]。
  - 資産凍結対象となった北朝鮮企業オーシャン・マリタイム・マネージメント・カンパニーが管理・運航する船舶31籍を資産凍結対象として指定[13]。
- 資源の禁輸措置
  - 北朝鮮から輸入禁止
    - 石炭、鉄、鉄鉱石[14]
      - ただし、羅刹港から輸出される北朝鮮外が原産地の石炭、専ら生計目的のためであり、核若しくは弾道ミサイル計画、決議により禁止されている行為と無関係な場合を除く。

    - 金、チタン鉱石、バナジウム鉱石及びレア・アース[15]

  - 北朝鮮への輸出禁止
    - 航空燃料[注釈 10][16]
- 金融制裁
  - 16人12団体の資産凍結[4]
  - 北朝鮮政府の機関、朝鮮労働党、それら代理人等に所有・管理されている北朝鮮外の全ての資産等について、核・弾道ミサイル計画や決議により禁止されている活動に関連していると国が認定したものについても資産凍結対象とすることを許容[注釈 11][17]。
  - 北朝鮮の銀行の支店の新規出店、子会社及び代表事務所の開設・運営の禁止を義務付け[18]。
  - 自国領内または管轄権に服する金融機関が北朝鮮の銀行と新規に合弁企業を設立すること、北朝鮮の銀行の持ち分を得ること、取引関係（コルレス関係）を確立若しくは維持することの禁止を義務付け[18]。
    - 90日以内に既存の支店、子会社及び代表事務所のの閉鎖、並びに北朝鮮の銀行との合弁企業、持ち分、取引関係を終了させるための必要な措置を取ることを義務付け[18]。

  - 自国領内または管轄権に服する金融機関が北朝鮮において新規に代表事務所、子会社、支店、銀行口座を開設することを禁止することを義務付け[注釈 12][19]。
  - 核・弾道ミサイル計画または決議により禁止された行為に貢献しうる自国領内、または自国の管轄権に服する団体による、北朝鮮との貿易に公的・民間の金融支援（輸出信用、保証、保険を含む）の禁止の義務付け[20]。

## 成立の経緯
- 2016年1月6日 - 北朝鮮による4回目の核実験実施。
- 2016年2月7日 - 北朝鮮による弾道ミサイルの発射。北朝鮮は人工衛星発射実験と主張している。
- 2016年3月2日 - 国連安保理で制裁を追加・強化する決議が全会一致で採択される。